# Mateești
Mateești es una comuna ubicada en el distrito Vâlcea, Rumania.

## Superficie
Posee una superficie de 39,50 kilómetros cuadrados.

## Demografía
Hasta 2021 la población era de 2898 habitantes, con una densidad de población de 73,37 habitantes por kilómetro cuadrado.